# دانيال الكسندر كاميرون
دانيال الكسندر كاميرون هو سياسي كندي، ولد في 10 ديسمبر 1870، وتوفي في 4 سبتمبر 1937. حزبياً، نشط في الحزب الليبرالي الكندي والحزب الليبرالي في نوفا سكوشا ‏. وقد انتخب عضو مجلس نواب نوفا سكوتيا وانتخب عضو مجلس العموم الكندي.